# Лесковац (Клина)
Лесковац (алб. Leskoc) је насеље у општини Клина, Косово и Метохија, Република Србија.

## Становништво
| Демографија | Демографија | Демографија |
| Година      | Становника  | Становника  |
| ----------- | ----------- | ----------- |
| 1948.       | 211         |             |
| 1953.       | 219         |             |
| 1961.       | 267         |             |
| 1971.       | 360         |             |
| 1981.       | 399         |             |
| 1991.       | 493         |             |